# Pterorthochaetes incertus
Pterorthochaetes incertus är en skalbaggsart som beskrevs av Raffaello Gestro 1899. Pterorthochaetes incertus ingår i släktet Pterorthochaetes och familjen Hybosoridae. Inga underarter finns listade i Catalogue of Life.